# Jessica Gadirova
Jessica Gadirova, född 3 oktober 2004 i Dublin, Irland, är en brittisk gymnast.

## Karriär
Gadirova var en del av Storbritanniens lag som tog brons i lagmångkamp vid olympiska sommarspelen 2020 i Tokyo. Även hennes tvillingsyster, Jennifer, var en del av laget.
I juli 2022 blev Gadirova uttagen i Storbritanniens trupp till EM i München tillsammans med sin syster Jennifer, Ondine Achampong, Georgia-Mae Fenton och Alice Kinsella. I EM tävlade hon sedan i hopp och fristående vilket hjälpte Storbritannien att ta silver i lagmångkampen. Individuellt tog Gadirova guld i fristående för andra året i rad. 
I september 2022 blev hon uttagen i Storbritanniens trupp till VM i Liverpool, där laget var oförändrat från EM tidigare under året. Gadirova tävlade i hopp och fristående och hjälpte Storbritannien att ta silver, vilket var landets högsta placering genom tiderna. Individuellt tog hon guld i fristående och blev blott den andra brittiska kvinnan att ta ett VM-guld i fristående efter Elizabeth Tweddle som vann 2009. Gadirova tog även brons bakom Rebeca Andrade och Shilese Jones i den individuella mångkampen och blev den första brittiska kvinnan genom tiderna att ta en medalj i grenen.